# Кларсфельд, Арно
Арно Давид Эмманюэль Кларсфельд  (фр. Arno David Emmanuel Klarsfeld; род. 27 августа 1965) — франко-израильский юрист и  политик. Член Госсовета Франции с 2010 года.

## Биография
Арно Кларсфельд родился 27 августа 1965 года в 16-м округе Парижа, является франко-израильским юристом, медийным и политическим деятелем, а также государственным советником.
Он старший сын Сержа и Беаты Кларсфельдов.  Он назван в честь своего деда по отцовской линии, убитого в Освенциме. В детстве он несколько раз путешествовал со своей матерью по Европе и проводил лето в кибуце на Голанах. В 1986 году сыграл небольшую роль журналиста в фильме «Беглецы». В 1987 году Арно присутствовал на суде над Клаусом Барби.
Он участвовал в судебных процессах над нацистскими преступниками в качестве адвоката  Ассоциации сыновей и дочерей депортированных евреев Франции, основанной его родителями. Он также выполнял различные государственные поручения по просьбе президента Николя Саркози и был его советником.
11 февраля 2003 года Кларсфельд опубликовал статью в Le Monde, за месяц до начала войны в Ираке, под названием «За войну», в которой он сравнил Ирак  при Саддаме Хусейне с гитлеровской Германией, тем самым поддержав военное вторжение США.
Арно Кларсфельд известен своими неоднозначными позициями по поводу войны на Украине и происхождения антиизраильского терроризма во Франции.